# 洛佐瓦 (赫梅利尼茨基州)
49°30′54″N 26°18′19″E / 49.51500°N 26.30528°E
洛佐瓦（羅馬化：Lozova）是位於烏克蘭西部的村莊，由赫梅利尼茨基州裡赫梅利尼茨基區的沃洛奇斯克市鎮負責管轄。該村面積1.84平方公里，海拔高度304米，2001年人口799，人口密度每平方公里434.7人。